# Женихи (оперетта)
«Женихи́» — оперетта Исаака Осиповича Дунаевского, написанная им в 1927 году.

## История создания
Эту вторую свою оперетту И. О. Дунаевский написал в 27 лет, не будучи ещё широко известным композитором-песенником. Пока, в годы НЭПа, главной областью интересов молодого композитора является театр. По собственным воспоминаниям Дунаевского: «Там я выработал конкретность музыкального языка, умение в музыке сценически мыслить».
Работа над опереттой шла в 1926 году. В это время Московский театр оперетты ещё оставался частным, терпя постоянную критику от новой власти. Обвиняли театр в пристрастии к «венщине», то есть к опереттам Имре Кальмана и Франца Легара. Знаменитый актёр и режиссёр Г. М. Ярон в книге «О любимом жанре» так вспоминает историю первой постановки:
В начале 1927 года главный режиссёр Театра сатиры Давид Гутман пригласил меня приехать к нему ночью после спектакля. Приехав, я застал у него драматургов Николая Адуева и Сергея Антимонова, а также заведующего музыкальной частью Исаака Дунаевского.
— Вот какое дело, — сказал мне Давид. — У нас есть готовая комедия с музыкой «Женихи». Она написана для Театра сатиры. Наша дирекция почему-то боится её ставить, но, по-моему, если прибавить немного музыки, — это настоящая оперетта.
И вот Адуев начал читать, Дунаевский — петь номера, аккомпанируя себе на рояле. Разошлись мы часов в шесть утра, наметив, что именно нужно дописать, чтобы «дотянуть» «Женихов» до оперетты. Через день мы познакомили с нею труппу вашего театра…
По жанровым признакам «Женихи» — бытовая русская оперетта, остроумная сатира на нэповское мещанство. Спектакль шел под гомерический хохот и аплодисменты. Рецензии назывались: «Выставляется первая рама», «Это как будто серьёзно», «Первая советская оперетта» и тому подобное.
По мнению писателя и драматурга Глеба Скороходова, именно «Женихи» явились решающим шагом для создания осенью того же года первого в стране государственного Московского театра оперетты. Премьера спектакля в театре состоялась в декабре 1927 года.
В 1962 году по мотивам оперетты на Ленинградском телевидении режиссёром В. Васильевым снят одноимённый телефильм.

## Действующие лица
- Иван Самсонович Бокастов — трактирщик
- Аграфена Саввишна — его жена
- Куприянович — повар
- Филат Игнатьевич Штобышов — гробовщик
- Дьякон
- Ефим Исаевич — извозчик
- Роман Казимирович Гусь-Плешковский — маркёр
- Жундриков — преддомкома
- Служка
- Мадам Пендрик
- Фрося
- Глаша
- Подмастерье в лавке гробовщика
- Фининспектор

## Сюжет
Действие оперетты происходит в годы НЭПа. Умер трактирщик. Его ещё не успели похоронить, а к молодой трактирщице Аграфене Саввишне уже начали свататься женихи. Их пятеро: дьякон, извозчик, повар, гробовщик и биллиардный маркёр. Каждого из них не слишком волнует личность самой Аграфены — все они пылают жаркой страстью к её доходному питейному заведению. Роль «весёлой вдовы» пришлась по нраву молодой трактирщице. Она сразу же даёт «от ворот поворот» повару, дьякону и извозчику, оставив надежду лишь у двух остальных претендентов на её руку, сердце и трактирное заведение.
Аграфену очень мало привлекает самоуверенный и нахальный гробовщик. Но он — хозяин доходного предприятия, гробовой мастерской под названием «Век живи». И расчётливая трактирщица мечтает, обвенчавшись с гробовщиком, создать «трактирно-гробовой трест». Второй кандидат в мужья — биллиардный маркёр Роман Казимирович Гусь-Плешковский. У него нет ни гроша за душой, но его эффектная внешность и «аристократические» манеры пленяют молодую трактирщицу. Искренне восхищаясь маркёром, Аграфена восторженно восклицает:

— Породистый! Будь кобель или жеребец, так цены бы человеку не было!
Чувство в конечном счёте побеждает разум, и Аграфена всё-таки даёт своё согласие на брак с маркёром. Пышно празднуется свадьба. Произносятся торжественные речи. Трио гармонистов играет разухабистый фокстрот, гости веселятся… И вдруг происходит нечто неожиданное — в разгар свадьбы в комнату врывается не кто иной, как сам трактирщик в покойницком одеянии. Оказывается, он вовсе не умер, а просто заснул летаргическим сном, и звуки свадебного веселья его разбудили. Женихи, только что пылавшие безумной страстью к Аграфене, теряют к ней всякий интерес: ведь она больше не владелица доходного заведения!